# Yarnton
Yarnton – wieś w Anglii, w hrabstwie Oxfordshire, w dystrykcie Cherwell. Leży 8 km na północny zachód od Oksfordu i 89 km na zachód od Londynu. W 2001 miejscowość liczyła 2523 mieszkańców.